# Avex Trax
Avex Trax (яп. エイベックス トラックス) — лейбл звукозапису, що належить японській холдинговій компанії Avex Group. Лейбл почав свою роботу в 1990 році, і був першим лейблом компанії.

## Історія
Через два роки після того, як Макс Мацуура зайнявся поширенням зарубіжної музичної продукції, він і два співзасновника компанії з оптового продажу компакт-дисків AVEX DD Inc., Том Йода і Кен Судзукі, вирішили відкрити свій власний лейбл звукозапису. Так в 1990 році був створений Avex Trax.
Першим виконавцем, що підписав контракт з лейблом, став гурт TRF. Гурт добився успіху.
Avex Trax, в основному, спеціалізувався на танцювальній музиці, особливо на євробіті, який тоді, на початку і середині 90-х років, був у Японії дуже популярний.
З 1997 року Avex Trax сам є дистриб'ютором своєї продукції, чим до цього займався лейбл Nippon Crown.
У 1998 році лейбл відкрив світові Аюмі Хамасакі, яку помітив і заохотив до написання власних пісень Макс Мацуура.
Поступово Avex Trax став свого роду притулком для виконавців, у яких з їх лейблами не склалися відносини, були розірвані або закінчилися контракти. Так, в Avex перейшли Наміе Амуро, Gackt, на ньому випускаються колишні ідоли Макі Гото з Morning Musume і Маі Осіма з AKB48.

## Виконавці

### Японські виконавці
- AAA
- Dream
- SKE48
- Tokyo Girls' Style

### Іноземні виконавці
- BoA
- Blackpink
- Red Velvet
- TVXQ
- Super Junior
- O-Zone
- EXO